# Övergripande avtalet om ekonomi och handel
Övergripande avtalet om ekonomi och handel (engelska: Comprehensive Economic and Trade Agreement, Ceta) är ett föreslaget handelsavtal mellan Kanada och Europeiska unionen. Förhandlingarna slutfördes i augusti 2014, men avtalet måste ratificeras av både Kanada och EU innan det kan träda i kraft. Inom EU måste avtalet godkännas av Europaparlamentet, Europeiska unionens råd samt alla EU:s medlemsstaters nationella parlament för att ratificeras. Om avtalet träder i kraft kommer 98 procent av tarifferna mellan EU och Kanada att avvecklas. Likt andra stora handelsavtal har Ceta blivit omdebatterat och kritiserat, inte minst av vänsterdebattörer.
Den 15 februari 2017 godkände Europaparlamentet avtalet med röstsiffrorna 408 för och 254 emot. Alla de stora politiska grupperna, kristdemokratiska EPP-gruppen, socialdemokratiska S&D-gruppen, konservativa ECR-gruppen och liberala ALDE-gruppen, var positiva till avtalet, medan den gröna gruppen, socialistgruppen samt de euroskeptiska grupperna var emot det. Delar av avtalet började provisoriskt att tillämpas den 1 april 2017.

## Innehåll

### Tvistlösningsmekanism
Ceta-avtalet innebär inrättandet av tvistlösningsmekanismen ISDS som tillämpas av i händelse av att ett företag stämmer en stat på grund av beslut som påverkat företagets investeringar negativt eller att företaget blivit diskriminerat.

## Kritik
Ceta-avtalet har kritiseras på flera punkter runtom i Europa. Den främsta kritiken har rört frågan om (1) företags möjligheter att stämma stater i specialdomstolar som ligger utanför landets normala rättsväsende, (2) att det som inte explicit angivits som undantag kan komma, eller kommer att, privatiseras[källa behövs], och (3) att miljölagar kan betraktas som handelshinder så att produkter som är godkända i Kanada också måste godkännas i hela EU och vice versa[källa behövs].